# United Solomon Islands Party
Die United Solomon Islands Party (USIP, USIPA) war eine Partei in den Salomonen.

## Geschichte
Die USIP wurde im August 1973 gegründet. Nach den Wahlen 1973 schlossen sich vierzehn der 24 Mitglieder des Governing Council of the Solomon Islands als Partei zusammen. Benedit Kinika wurde zum Vorsitzenden der neuen Partei gewählt, Gideon Zoloveke wurde sein Stellvertreter und Ashley Wickham Parteisekretär. Die vierzehn waren ehemalige Beamte, welche die Unabhängigkeit so bald wie möglich erreichen wollten und mehr Einheimische als Beamte wünschten.
Ende 1973 wurde zwischen den Mitgliedern der USIP und den konservativen, unabhängigen Abgeordneten eine Übereinkunft erzielt, um eine einzige Partei aus allen Abgeordneten zu bilden. Die Partei als selbstständiges Gebilde wurde im April 1974 jedoch wiederbelebt, auch wenn sie in ihrer Mitgliederzahl stark geschrumpft war. Im selben Jahr wurde das Governing Council in die Legislative Assembly überführt und eine Wahl für den Chief Minister wurde veranstaltet. Kinika unterlag darin Solomon Mamaloni von der rivalisierenden People’s Progressive Party, der damit der erste Chief Minister wurde und sein Kabinett aus Mitgliedern der PPP und unabhängigen Mitgliedern zusammenstellte; Kinika trat daraufhin vom Vorsitz der USIP zurück. Sein Nachfolger wurde Philip Funifaka. Mamaloni wiederum trat im November 1975 nach einer Untersuchung zurück, nachdem er Entscheidungen getroffen hatte, ohne das Kabinett zu Rate zu ziehen und als er im Dezember wiedergewählt wurde, bildete er sein Kabinett mit fünf Mitgliedern der USIP (inklusive Funifuka), zwei Mitgliedern der PPP und einem unabhängigen Abgeordneten.
Nach der Bildung der neuen Regierung und vor den Wahlen 1976 lösten sich beide Parteien auf, USIP und PPP und die Mitglieder der USIP wurden unabhängige Abgeordnete.